# Naejo-ui yeo-wang
Naejo-ui yeo-wang (hangeul: 내조의 여왕, lett. La regina delle casalinghe; titolo internazionale Queen of Housewives, conosciuta anche come My Wife Is a Superwoman) è una serie televisiva sudcoreana trasmessa su MBC dal 16 marzo al 19 maggio 2009.

## Trama
Al liceo, Chun Ji-ae aveva tutto: carina e popolare, era la regina della scuola, al contrario di Yang Bong-soon, suo esatto opposto. All'inizio le due ragazze erano amiche, finché Ji-ae rubò a Bong-soon il ragazzo che le piaceva, Han Joon-hyuk. Decenni dopo, i loro ruoli sono invertiti: Ji-ae, trovandosi con un marito disoccupato, Ohn Dal-soo, lotta per gestire efficacemente l'economia domestica, mentre Bong-soon ha sposato Joon-hyuk dopo che Ji-ae l'aveva lasciato, ed egli è ora un dirigente di successo.
Dal-soo riesce ad ottenere un lavoro alla Queen's Food, trovandosi come capo Joon-hyuk: questi, covando ancora del rancore verso Ji-ae, ce la mette tutta per rendere il tirocinio di Dal-soo il più difficile possibile. Determinata ad aiutare il suo brillante ma incompetente marito a scalare i vertici aziendali, Ji-ae si iscrive al club per le mogli degli impiegati. Poiché la posizione di ogni moglie all'interno del gruppo è proporzionale all'importanza del proprio marito nella compagnia, Ji-ae si ritrova agli ultimi posti, ma mette da parte l'orgoglio per ingraziarsi favori e salire di grado. Viene ammessa immediatamente nella cerchia interna, dove viene costantemente ostacolata dalla sua ex-migliore amica Bong-soon.
Intanto, Dal-soo incappa in un'amica dell'università, Eun So-hyun, moglie di Heo Tae-joon, presidente in carica della Queen's Food. Intrappolata in un matrimonio infelice, So-hyun vorrebbe iniziare una storia con Dal-soo, mentre suo marito Tae-joon si ritrova gradualmente attratto da Ji-ae.

## Personaggi
- Chun Ji-ae, interpretata da Kim Nam-joo.
- Ohn Dal-soo, interpretato da Oh Ji-ho.
- Yang Bong-soon, interpretata da Lee Hye-young.
- Heo Tae-joon, interpretato da Yoon Sang-hyun.
- Han Joon-hyuk, interpretato da Choi Cheol-ho.
- Eun So-hyun, interpretata da Sunwoo Sun.
- Kim Hong-shik, interpretato da Kim Chang-wan.
- Jang Young-sook, interpretata da Na Young-hee.
- Ha-chang, interpretato da Kim Yong-hee
- Hwang-sook, interpretata da Choi Ye-jin.
- Capo dipartimento Yang, interpretato da Kim Jung-hak.
- Yi-seul, interpretata da Hwang Hyo-eun.
- Gong Young-min, interpretato da Hwang Jae-hee.
- Jung Go-woon, interpretata da Joo Min-ha.
- Jung-ran, interpretata da Lee Mae-ri.
- Han Hyuk-chan, interpretato da Kang Soo-han.

## Ascolti
| Episodio | Data di trasmissione | Dati TNSM           | Dati TNSM                  | Dati AGB            | Dati AGB                   |
| Episodio | Data di trasmissione | A livello nazionale | Area metropolitana di Seul | A livello nazionale | Area metropolitana di Seul |
| -------- | -------------------- | ------------------- | -------------------------- | ------------------- | -------------------------- |
| 1        | 16 marzo 2009        | 8,7%                | 9,8%                       | 10,1%               | 11,2%                      |
| 2        | 17 marzo 2009        | 10,3%               | 10,7%                      | 10,9%               | 11,1%                      |
| 3        | 23 marzo 2009        | 9,6%                | 7,8%                       | 12,1%               | 12,2%                      |
| 4        | 24 marzo 2009        | 11,2%               | 11,8%                      | 12,1%               | 12,2%                      |
| 5        | 30 marzo 2009        | 11,5%               | 11,8%                      | 11,9%               | 12,9%                      |
| 6        | 31 marzo 2009        | 12,0%               | 11,6%                      | 12,8%               | 14,0%                      |
| 7        | 6 aprile 2009        | 20,0%               | 20,7%                      | 18,4%               | 19,9%                      |
| 8        | 7 aprile 2009        | 21,3%               | 22,0%                      | 21,3%               | 23,4%                      |
| 9        | 13 aprile 2009       | 21,6%               | 22,2%                      | 21,3%               | 23,4%                      |
| 10       | 14 aprile 2009       | 24,1%               | 25,6%                      | 21,9%               | 24,2%                      |
| 11       | 20 aprile 2009       | 24,2%               | 24,9%                      | 24,2%               | 25,6%                      |
| 12       | 21 aprile 2009       | 24,4%               | 25,6%                      | 24,1%               | 25,6%                      |
| 13       | 27 aprile 2009       | 25,2%               | 26,5%                      | 25,3%               | 27,6%                      |
| 14       | 28 aprile 2009       | 27,4%               | 29,3%                      | 25,4%               | 27,3%                      |
| 15       | 4 maggio 2009        | 26,6%               | 28,4%                      | 26,3%               | 29,0%                      |
| 16       | 5 maggio 2009        | 29,2%               | 31,1%                      | 29,1%               | 31,0%                      |
| 17       | 11 maggio 2009       | 30,4%               | 32,2%                      | 28,2%               | 31,1%                      |
| 18       | 12 maggio 2009       | 30,0%               | 31,8%                      | 28,7%               | 31,4%                      |
| 19       | 18 maggio 2009       | 29,9%               | 29,9%                      | 28,1%               | 31,4%                      |
| 20       | 19 maggio 2009       | 31,7%               | 33,7%                      | 30,6%               | 33,6%                      |
| Media    | Media                | 22,1%               | 23,0%                      | 21,1%               | 22,9%                      |

## Colonna sonora
1. Modern Life is War
2. Foxes – Lee Soo-young
3. This is Love – Cha Ye-oul
4. The Flow of Love – Cho Eun
5. If My Man – Yang Eun-seon
6. I Wanted You – Typhoon
7. La la la – Earls
8. Tonight – Earls
9. I'll Be Here – Kang Shin-woo
10. Can Not Forget – Si Hoo
11. Hatch – High-Hi!
12. Lost – High-Hi!
13. Hopes and Fears – Song Hyun-joo
14. Husband and Wife – Lee Byung-ryul

## Riconoscimenti
| Anno | Premio                                  | Categoria                     | Ricevente         | Risultato       |
| ---- | --------------------------------------- | ----------------------------- | ----------------- | --------------- |
| 2009 | Ministry of Culture, Sports and Tourism | Actress of the Year           | Kim Nam-joo       | Vincitore/trice |
| 2009 | MBC Drama Awards                        | Top Excellence Award, Actor   | Yoon Sang-hyun    | Vincitore/trice |
| 2009 | MBC Drama Awards                        | Top Excellence Award, Actress | Kim Nam-joo       | Vincitore/trice |
| 2009 | MBC Drama Awards                        | Excellence Award, Actor       | Choi Cheol-ho     | Vincitore/trice |
| 2009 | MBC Drama Awards                        | Excellence Award, Actress     | Lee Hye-young     | Vincitore/trice |
| 2009 | MBC Drama Awards                        | Golden Acting Award, Actor    | Kim Chang-wan     | Vincitore/trice |
| 2009 | MBC Drama Awards                        | Golden Acting Award, Actress  | Na Young-hee      | Vincitore/trice |
| 2009 | MBC Drama Awards                        | Best New Actress              | Sunwoo Sun        | Candidato/a     |
| 2009 | MBC Drama Awards                        | Best Writer                   | Park Ji-eun       | Vincitore/trice |
| 2010 | Baeksang Arts Awards                    | Best Drama                    | Naejo-ui yeo-wang | Candidato/a     |
| 2010 | Baeksang Arts Awards                    | Best TV Director              | Go Dong-sun       | Vincitore/trice |
| 2010 | Baeksang Arts Awards                    | Best TV Actor                 | Yoon Sang-hyun    | Candidato/a     |
| 2010 | Baeksang Arts Awards                    | Best TV Actress               | Kim Nam-joo       | Vincitore/trice |
| 2010 | Baeksang Arts Awards                    | Best TV Screenplay            | Park Ji-eun       | Candidato/a     |
| 2010 | CETV Awards                             | Grand Prize                   | Kim Nam-joo       | Vincitore/trice |
| 2010 | CETV Awards                             | Top 10 Asian Stars            | Kim Nam-joo       | Vincitore/trice |

## Distribuzioni internazionali
| Paese     | Canale/i         | Prima TV                   | Titolo adottato                                        |
| --------- | ---------------- | -------------------------- | ------------------------------------------------------ |
| Taiwan    | China Television | 22 luglio-18 agosto 2009   | 賢內助女王 (La regina delle buone mogli)               |
| Giappone  | KNTV             | 4 gennaio-29 gennaio 2010  | 僕の妻はスーパーウーマン (Mia moglie è una superdonna) |
| Hong Kong | Jade TV          | 25 giugno-12 novembre 2011 | 賢內助女王 (La regina delle buone mogli)               |
| Cina      | AHTV             | 28 maggio-10 giugno 2013   | 贤内助女王 (La regina delle buone mogli)               |